# Sybra binigromaculata
Sybra binigromaculata là một loài bọ cánh cứng trong họ Cerambycidae.